# Boerboel
De boerboel is een Zuid-Afrikaanse hond. De hond is sterk en stevig en de schofthoogte van een reu mag niet lager zijn dan 66 cm. Bij een teefje mag die niet lager zijn dan 61 cm. Ze wegen tussen 50 en 90 kilogram. Toch blijft hij lenig. Er zijn verscheidene kleuren; brindle, geel, rood, roodbruin en bruin zijn toegestaan, al dan niet met een zwart masker. Variabele kleuren komen steeds meer voor.
Het ras is nog in ontwikkeling; de boerboel wordt pas vanaf de jaren tachtig van de 20e eeuw gefokt zoals hij nu is. De boerboel is niet erkend door de FCI in Nederland. In Frankrijk wordt hij als categorie 1 hond beschouwd. Dit betekent dat het houden van de hond verboden is en doorreis en/of tijdelijk verblijf tijdens de vakantie is niet toegestaan.

## Hoofd
Het hoofd moet groot en sterk zijn en recht tussen de oren. De bovenkaak moet sterk en breed aan de achterkant zijn met een kleine versmalling naar voren. De onderkaak moet breed aan de achterkant zijn met een kleine versmalling naar voren en moet goed samenvallen met de bovenkaak, het liefst in een schaargebit. De lippen behoren los en vlezig te zijn en de bovenlippen moeten niet overhangen. De lippen mogen ook niet grof of te dik zijn. De neus moet zwart gepigmenteerd zijn. De neus of de brug van de neus moet niet te lang zijn, circa 8–10 cm. Dit wordt gemeten van het puntje van de neus tot aan het middelpunt waar de ogen beginnen. Het neusbeen moet recht zijn, met weinig tot geen omhooggaande lijn (zoals de boxer). Het hoofd moet "bol" zijn met een krachtige mond, die goed samenvalt met de symmetrie van het hoofd. Het hoofd van het vrouwtje is een stukje smaller en heeft een vrouwelijke uitstraling.

## Lichaamsbouw
De nek moet stevig en gespierd zijn en in relatie staan tot het lichaam, met een los nekvel en in een rechte lijn goed tussen de schouderbladen aanhechten. De rug moet eveneens sterk en recht zijn, een beetje gebogen over de lendenwervels is toegestaan. De borst moet breed, recht en gespierd zijn en het losse vel vanuit de nek moet tussen de voorpoten worden gespannen, waarbij het goed uitgerekt wordt om over de brede borst te passen.
De poten moeten krachtig, recht en in staat zijn om het lichaam te dragen met zijn welgevormde, stevige voeten.
Voorheen werd de staart gecoupeerd. De vacht behoort kort en zacht te zijn. De oren moeten slap en gemiddeld groot zijn en goed in relatie tot het hoofd zijn.

## Ogen
Lichtbruine, geelbruine, donkerbruine en grijze ogen zijn toegestaan.

## Karakter, opvoeding en omgang
De boerboel lijkt op het eerste gezicht een ruwe waakhond, maar is een goede verdediger met een groot hart voor zijn familie en kinderen, maar ook andere dieren op het terrein.
Hij hecht zich niet aan één baas, maar beschouwt zijn familie als één geheel.
Het is een onverschrokken hond die als het moet zijn mensen met zijn eigen leven verdedigt, maar die tevens rustig en gedwee alles toelaat wat de kinderen des huizes met hem aanvangen.  De boerboel kent een natuurlijke gereserveerdheid ten opzichte van vreemden en onverschrokkenheid op volwassen leeftijd.
De opvoeding vraagt voldoende aandacht; de boerboel is een redelijk koppige hond. Een boerboel heeft ruimte (bv. een grote tuin) nodig en een sportief gezin. Een wekelijkse borstelbeurt en een regelmatige controle van oren en ogen vormen de basisverzorging.
De boerboel voelt zich het best thuis in een gezin waar hij deel uitmaakt van de familie. Hij is zelfredzaam en bijzonder intelligent. 

## Trainen
Het trainen van deze hond vereist geduld en toewijding, en het is van vitaal belang om kennis te hebben van de psychologie van waakhonden. Als de eigenaar niet over de nodige vaardigheden beschikt, is het verstandig om professionele hulp in te schakelen voor de training van de boerboel. Deze honden moeten leren wanneer agressie gepast is en wanneer niet. Voordat de eigenaar overweegt om de boerboel zonder riem te laten lopen, moet hij er absoluut zeker van zijn dat hij gehoorzaam is en de bevelen opvolgt.
Een ongecontroleerde boerboel kan in onervaren handen een potentieel gevaarlijk wapen zijn. Maar wanneer goed getraind door een competente trainer, kan deze hond een geweldige metgezel zijn voor het hele gezin, zonder anderen schade te berokkenen. De sleutel tot succesvolle training ligt in het opbouwen van respect en gehoorzaamheid tussen de eigenaar en de boerboel. Het is belangrijk dat de hond begrijpt dat de eigenaar altijd het laatste woord heeft.
Kortom, het trainen van een boerboel is een uitdagende taak die de juiste kennis, toewijding en respect vereist. Met de juiste aanpak kan deze hond een loyale en gehoorzame metgezel worden voor jou en je gezin.